# Choroterpes basalis
Choroterpes basalis är en dagsländeart som först beskrevs av Banks 1900.  Choroterpes basalis ingår i släktet Choroterpes och familjen starrdagsländor. Inga underarter finns listade i Catalogue of Life.